# Majorel
Die Majorel Group Luxembourg S.A. (kurz: Majorel) ist einer der weltweit größten Callcenter-Betreiber und bietet daneben auch Backoffice-Dienstleistungen an. Der Hauptsitz ist Luxemburg. 

## Geschichte

### Joint-Venture zwischen Bertelsmann und Saham
Majorel entstand 2019 durch die Zusammenführung der Callcenter-Aktivitäten der Bertelsmann-Tochter Arvato und des marokkanischen Callcenter-Betreibers Saham. Beide Partner, die seit 2004 regional kooperierten, beteiligten sich am neuen Gesamtunternehmen mit jeweils 50 %. Die Saham Group verkaufte ihre Versicherungssparte Saham Assurance, um sich das benötigte Kapital zu beschaffen.  Nach der Genehmigung durch die zuständigen Wettbewerbsbehörden wurde die Transaktion Anfang 2019 vollzogen. Das aus den Unternehmen Arvato CRM Solutions, Phone Group, ECCO Outsourcing und Pioneers Outsourcing gebildete Unternehmen wurde damit zum Marktführer in Europa, dem Nahen Osten und Afrika und ist auch in Amerika und Asien präsent.

### Börsengang
Seit dem 24. September 2021 sind Aktien des Unternehmens an der Euronext-Börse in Amsterdam unter dem Kürzel MAJ gelistet.

### Verkauf der Bertelsmann-Beteiligung an Teleperformance
Majorel teilte im April 2023 mit, dass ihre Großaktionäre Bertelsmann und Saham eine Übernahmeangebotsvereinbarung mit der Teleperformance abschlossen. Bertelsmann verkaufte demnach seine Beteiligung dem Marktführer Teleperformance für rund 1,2 Milliarden Euro.

## Datenschutzprobleme
Der Hinweis eines anonymen Hackers offenbarte im Jahr 2021 eine Sicherheitslücke im Impfportal des Landes Niedersachsen, das von Majorel betrieben wurde. Zuvor war bereits kritisiert worden, dass der Auftrag dazu vorschnell vom Land Niedersachsen an Majorel vergeben wurde.
2023 kam es zu einer Sicherheitslücke, bei der bei einem von Majorel für die Barmer Ersatzkasse betriebenen Gesundheitsportal der unbefugte Zugriff auf Versichertendaten möglich war.
Im selben Jahr gab es einen Zwischenfall, bei dem Daten der Saarland Versicherung, der IKK Südwest, der AOK und des Autoteilehändlers ATU betroffen waren.
Im Juli 2023 wurde bekannt, dass auch im Rahmen des von Majorel betriebenen Kontowechselservice diverser Banken Kundendaten von Hackern erbeutet werden konnten.

## Behandlung von Mitarbeitern
Im Jahr 2020 wurde Kritik von Mitarbeitern laut, die von Majorel zur Moderation von Videos für Social Media eingesetzt werden. Szenen, die z. B. Gewalt, Blut oder Suizide zeigen, müssen dabei von den Mitarbeitern bis zum Ende genau angeschaut werden, um die Art der Verstöße gegen die Richtlinien der Plattform zu dokumentieren. Kritisiert wurden dabei sowohl die psychische Belastung dieser Arbeit als auch der geringe Stundenlohn und die Tatsache, dass die von Majorel geforderte Quote selbst unter Druck nicht zu erreichen ist.
2023 wechselte Meta/Facebook vom Dienstleister Sama zu Majorel für die Contentmoderation bezüglich Gewaltdarstellungen u. ä. Daraufhin wurde bekannt, dass Majorel Bewerbungen von ehemaligen Sama-Mitarbeitern grundsätzlich ablehnte. Gegen den Auftraggeber Meta läuft deshalb derzeit ein Verfahren, da dieser dadurch verhindert haben soll, dass sich Mitarbeiter in Gewerkschaften organisieren oder die Praktiken der Unternehmen kritisieren.